# Jack Buckner
Jack Buckner (Jack Richard Buckner; * 22. September 1961 in Wells, Somerset) ist ein ehemaliger britischer Mittel- und Langstreckenläufer, der 1986 und 1987 drei internationale Medaillen im 5000-Meter-Lauf gewann.
Während seines Studiums der Geographie an der Universität Loughborough gehörte Buckner zur erweiterten Spitze der britischen Mittelstreckler, hatte aber in der Ära von Sebastian Coe, Steve Cram und Steve Ovett keine Chance, sich für internationale Meisterschaften zu qualifizieren. Nach Abschluss seines Studiums qualifizierte er sich 1986 über 5000 Meter für die Teilnahme an den Commonwealth Games in Edinburgh. Hier gelang den englischen Läufern ein Dreifachsieg. Steve Ovett gewann in 13:24,11 Minuten vor Buckner in 13:25,87 min und Tim Hutchings in 13:26,84 min.
Vier Wochen später im Finale der Europameisterschaften in Stuttgart standen die drei Engländer den drei Italienern Stefano Mei, Alberto Cova und Salvatore Antibo gegenüber, die in Stuttgart die Medaillen im 10.000-Meter-Lauf unter sich ausgemacht hatten. Die Taktik der Engländer bestand nun darin, mit einem sehr schnellen Rennen die spurtstarken Italiener abzuhängen. Es entwickelte sich das schnellste 5000-Meter-Rennen, das es bis heute (Stand 2007) bei Europameisterschaften gab. Mit einer letzten Runde von 56,22 Sekunden siegte Jack Buckner in 13:10,15 min vor Mei und Hutchings. Mit dieser Zeit verbesserte Buckner seine persönliche Bestzeit um über sechs Sekunden. 
Bei den Leichtathletik-Weltmeisterschaften 1987 in Rom entwickelte sich das Rennen erheblich langsamer. Saïd Aouita gewann in 13:26,44 min vor Domingos Castro und Jack Buckner, der im Ziel 1,3 Sekunden Rückstand auf Aouita und 0,15 Sekunden Rückstand auf Castro hatte.
1988 bei den Olympischen Spielen in Seoul lief der Kenianer John Ngugi dem Feld davon, während sich der Pulk der anderen Läufer auf ein Spurtrennen um die Medaillen vorbereitete. Nachdem Hansjörg Kunze das Verfolgerfeld mit einem sehr lang gezogenen Endspurt überraschte, konnte Buckner nicht mehr folgen. Er wurde in 13:23,85 min Sechster. 
Nach einem Sturz wurde er bei den Commonwealth Games 1990 nur Zwölfter. Bei den Olympischen Spielen 1992 in Barcelona schied er im Vorlauf aus. 
Jack Buckner ist 1,73 m groß und wog zu Wettkampfzeiten 59 kg. Nach seiner Karriere versuchte er sich in Neuseeland als Apfelfarmer, kehrte aber rasch nach England zurück. Nach seiner Rückkehr arbeitete er für den britischen Leichtathletikverband und wirkte als Dozent an der University of Exeter. Sein jüngerer Bruder Tom Buckner nahm 1992 ebenfalls an den Olympischen Spielen teil und erreichte im 3000-Meter-Hindernislauf das Halbfinale.

## Persönliche Bestzeiten
- 1000 m: 2:18,88 min, 7. August 1982, London
- 1500 m: 3:35,28 min, 1. Juli 1986, Stockholm
  - Halle: 3:41,7 min, 8. Januar 1983, Cosford
- 1 Meile: 3:51,57 min, 29. August 1984, Koblenz
  - Halle: 3:58,07 min, 3:58,07 min, 8. Februar 1985, Inglewood
- 2000 m: 4:53,06 min, 15. September 1987, Lausanne
- 3000 m: 7:40,43 min, 5. Juli 1986, Oslo
  - Halle: 7:46,1 min, 15. Februar 1985, San Diego
- 5000 m: 13:10,15 min, 31. August 1986, Stuttgart
- 10.000 m: 28:13,36 min, 13. September 1991, Brüssel
- 10-km-Straßenlauf: 28:03 min, 28. Februar 1987, Phoenix